# 郭天立
郭天立（英語：Tony Kwok Tin-lap，1991年3月5日—），前九龍城區議會鶴園海逸選區議員，香港民主黨成員，曾任社會及政治組織從業員工會發言人。於2019年區議會選舉以371票之差擊敗競逐連任的余志榮。
2021年9月，郭天立因在新宣誓要求下被裁定宣誓未被確認，即時離任區議員一職。
2021年11月，郭透露基於個人原因，自己離開香港，未決定何時回來。

## 簡歷

### 舉辦地區遊行
2019年8月，網民自發籌備「光復紅土，還我靜土」遊行，抗議紅磡及土瓜灣區內遊客滋擾居民問題，郭天立聯同遊行申請人李軒朗等人就不反對通知書事宜與警方舉行會議。遊行一度被警方反對，變相禁止；其後於公眾集會及遊行上訴委員會席前上訴得直，唯遊行路線需作更改。

### 區議會選舉
郭天立於2019年香港區議會選舉出選九龍城區議會鶴園海逸選區，挑戰報稱無黨派的李浩培及西九新動力議員余志榮。選舉期間，余志榮受到自身酒樓股東和區議員身份涉衝突和海逸豪園業委會衝突事件困擾，結果郭天立以371票之差當選。
| 政党   | 政党                 | 候选人    | 票数  | %     | ±      |
| ------ | -------------------- | --------- | ----- | ----- | ------ |
|        | 無黨派               | ①. 李浩培 | 66    | 1.14  | 不適用 |
|        | 民主黨               | ②. 郭天立 | 3,054 | 52.63 | 不適用 |
|        | 西九新動力/九 九社聯 | ③. 余志榮 | 2,683 | 46.23 | ▲2.75  |
| 多数票 | 多数票               | 多数票    | 371   | 6.4   | 不適用 |

### 拒絕辭職 被取消議員資格
逾200名區議員在消息人士放風指不符宣誓要求者會被追討上任至今的所有薪酬及津貼後，被指曾簽署「香港人要求中止獨立關稅區地位之聯署」的郭天立公開表明不會辭職，並指其民意授權來自3054名投票支持他的選民，會繼續履行職務，服務到議席最後一刻。
郭天立在其代為主持的九龍城區議會文化康樂及地區設施管理委員會上，祝願辭任議員「在亂流下平安」，又引用RubberBand的歌曲《心照一生》，「一生太多關卡，幸一起招架」感謝辭任的議員。
因應九龍城區議會主席蕭亮聲辭任區議員，郭天立代表民主派競逐九龍城區議會主席補選，結果郭在楊振宇「走票」缺席下只取得4票，而楊永杰則取得10票當選。
| 政党 | 政党         | 候选人 | 票数 | %     | ±     |
| ---- | ------------ | ------ | ---- | ----- | ----- |
|      | 民主黨       | 郭天立 | 4    | 28.57 | ▼38.1 |
|      | 九龍社團聯會 | 楊永杰 | 10   | 72.43 |       |

郭天立最終獲安排宣誓，但被裁定宣誓無效，失去議席。郭其後被政府追討實報實銷營運開支償還款額，涉款約10萬港元。

## 區議會工作
郭天立於2020年1月1日就任九龍城區議會議員。11月3日，當選為地區足球隊工作小組主席。此外，郭天立亦擔任九龍城區議會文化康樂及地區設施管理委員會副主席。
10月15日，郭天立聯同李軒朗、曾健超提出要求成立「獨立於行政當局的九龍城區議會秘書處」動議，引起爭議，更被民建聯深水埗區議員劉佩玉指斥建議荒謬，超出區議會權力及《運用區議會撥款守則》。

### 成功保育區內T字形路牌
全港T字形舊式街道名牌已不足100個。在春田街雙數號清拆工程中，發現一個逾60年歷史的鶴園街T型路牌埋。市建局原打算將路牌完整拆除後轉交路政署保管，其後在郭天立與市建局及路政署協商後，路政署同意由市建局保留T型路牌，日後將在煥然懿居二期項目中重置。郭天立指出，此T型路牌本身不在路政署名冊，對能存留下來並重置感到非常驚喜，盼能夠喚醒港人的舊時記憶。

### 反對中電改劃海逸坊九成面積作辦公室
2021年5月，中電突然向地政總署修訂總綱發展藍圖，改劃海逸坊商場九成面積作辦公室。郭天立反對計劃，更指擔心海逸坊會淪為「中電坊」，並對居民造成不可逆轉的後患，亦嚴重影響依賴商場民生設施的居民。九龍城區議會房屋及發展規劃委員會最終通過郭天立提出的動議，要求地政總署否決中電修訂總綱發展藍圖的申請，並去信地政總署要求就事件作公開諮詢。其後6月20日的業主大會上，超過九成業主反對中電改建計劃。郭天立感謝出席居民並呼籲要繼續團結發聲，又指「無論我一個月後仲係咪大家區議員，都感謝一直堅持嘅海逸豪園居民，希望大家繼續發聲」。及至2021年12月，中電去信海逸豪園業主委員會，終宣布擱置海逸坊改建計劃。一直跟進事件的郭天立將中電讓步歸功於居民的團結，並呼籲居民繼續關注商場的後續發展。

## 政治取向
郭天立未有於立法會議員延任問題上明確表態，但簽署了由張秀賢發起的「分裂關頭必須力挽狂瀾，放下成見以團結為先」聯署，呼籲民主陣營不同光譜人士尋求共識。
2020年7月，郭天立因同時作為民主黨及本土派地區組織半島連線成員，於民主派初選中未有明確表態支持其前上司黃碧雲或馮達浚，但容許助理為馮達浚助選。郭於離港後就此回應時指馮達浚團隊「命運連動，榮辱與共，逆風同行，邁向晨曦」的十六字口號是自己的人生格言，但承認「愧咎未能報答黃碧雲的知遇之恩」 。在當選區議員一週年感言中，郭天立促請其所屬的民主黨撤回四年前譴責2016年旺角騷亂的聲明，並為過去的歷史錯誤道歉，以「推動跨光譜的和解，實現真正的齊上齊落」。
郭天立一直被視為民主黨內的「反選派」，並多次公開批評支持參選2021年香港立法會選舉的民主派人士。2021年9月24日，郭不滿民主黨元老李華明指民主黨應參選的言論，於宣誓後發言時指立場不會受其影響，又揶揄李華明籲黨參選卻說自己不參選，應安心養老、「推芝士腸、牛丸出來參選」。2021年12月，郭天立不滿民主黨副主席梁翊婷在未取得中委會同意下簽署支持同意書予立法會選舉候選人潘焯鴻，因而與黨友聯署去信該黨紀律委員會，要求調查梁涉嫌違紀的行為。

## 曾任公職
- 九龍城區議員（2020年至2021年）
- 市區重建局九龍城分區諮詢委員會委員（2020年至2022年）[29]
- 荃灣官立中學學校管理委員會委員（2019年至2021年）[30]

## 外部連結
- 郭天立的Facebook專頁

| 前任： 余志榮 | 九龍城區議會鶴園海逸選區 2020年—2021年9月28日 | 繼任： 懸空 |